# Джон Петруччі
Джон Пітер Петруччі (англ. John Peter Petrucci; 12 липня 1967, Кінгз Парк, Лонг-Айленд, Нью-Йорк, США) — американський гітарист італійського походження, один із засновників і незмінний учасник американського прог-метал гурту Dream Theater. Вважається одним з найкращих гітаристів сучасності. У 2007 році отримав «Guitarist of the year award» від журналу Total Guitar. Також учасник проекту Liquid Tension Experiment.

## Біографія
Джон Петруччі вперше взяв в руки гітару в восьмирічному віці. А з 12 років він почав грати знову, коли був запрошений до гурту свого друга Кевіна Мура, котрий пізніше стане першим клавішником Dream Theater. Джон почав ревно тренуватись. Він був самоучкою і розвинув свої навички, граючи композиції своїх кумирів, зокрема таких музикантів як Стів Морс, Стів Вей, Stevie Ray Vaughan, Ел Ді Меола, Alex Lifeson та Allan Holdsworth.
Петруччі поступив в Музичний коледж Берклі в Бостоні зі своїм другом Джоном Маянгом, бас-гітаристом, де вони зустріли майбутнього барабанщика гурту, Майка Портного. Таким складом, також запросивши Кевіна Мура, вони заснували гурт Majesty, який пізніше став називатись Dream Theater.

## Дискографія
| Dream Theater - (1989) When Dream and Day Unite - (1992) Images and Words - (1994) Awake - (1995) A Change of Seasons - (1997) Falling into Infinity - (1999) Scenes from a Memory - (2002) Six Degrees of Inner Turbulence - (2003) Train of Thought - (2005) Octavarium - (2007) Systematic Chaos - (2009) Black Clouds & Silver Linings - (2011) A Dramatic Turn of Events - (2013) Dream Theater - (2016) The Astonishing - (2019) Distance over Time - (2021) A View from the Top of the World - (2025) Parasomnia Liquid Tension Experiment - (1998) Liquid Tension Experiment - (1999) Liquid Tension Experiment 2 - (2021) Liquid Tension Experiment 3 Jon Finn Group - (1998) Wicked | Explorers Club - (1998) Age of Impact Jordan Rudess - (2001) Feeding the Wheel John Petrucci - (2000) An Evening with John Petrucci and Jordan Rudess - (2005) Suspended Animation - (2020) Terminal Velocity Joe Satriani, Steve Vai, John Petrucci - (2005) G3: Live in Tokyo Компіляції - (1989) Various Artists — Guitar Battle - (1996) Various Artists — Working Man - (1997) Various Artists — A Tribute to Queen — Dragon Attack |